# Quai de la Gare (metrostation)
Quai de la Gare is een station van de metro in Parijs langs metrolijn 6 in het 13e arrondissement. Het station ligt bovengronds op een viaduct op de Boulevard Vincent Auriol.
De naam is overgenomen van de straat Quai de la Gare, langs de oever van de Seine bij het Gare d'Austerlitz.

## Geschiedenis
Het station werd geopend op 1 maart 1909 bij de opening van metrolijn 6 tussen station Place d'Italie en station Nation.

## Aansluitingen
- RATP-busnetwerk: een lijn
- Noctilien: een lijn

## In de omgeving
- Palais Omnisports de Paris-Bercy
- Bibliothèque nationale de France
- Ministerie van Economie, Financiën en Industrie

Charles de Gaulle - Étoile · Kléber · Boissière · Trocadéro · Passy · Bir-Hakeim · Dupleix · La Motte-Picquet - Grenelle · Cambronne · Sèvres - Lecourbe · Pasteur · Montparnasse - Bienvenüe · Edgar Quinet · Raspail · Denfert-Rochereau · Saint-Jacques · Glacière · Corvisart · Place d'Italie · Nationale · Chevaleret · Quai de la Gare · Bercy · Dugommier · Daumesnil · Bel-Air · Picpus · Nation